# Rico (chanteur)
Pour les articles homonymes, voir Rico.
 (mars 2017).
Si vous disposez d'ouvrages ou d'articles de référence ou si vous connaissez des sites web de qualité traitant du thème abordé ici, merci de compléter l'article en donnant les références utiles à sa vérifiabilité et en les liant à la section « Notes et références ».
Rico ou Pupa Rico, est un artiste français de musique ragga né en Italie (Sicile), pionnier du style rap-ragga en français[réf. nécessaire].

## Biographie
Né d'un père italien sicilien peintre en bâtiment et d'une mère gitane, il arrive à quatre ans en France et grandit dans une cité de Sarcelles dans le Val-d'Oise en banlieue nord de Paris. Il a une sœur Lydia. Sa première approche de la musique est l'accordéon que lui apprend son père. Il est reconnaissable par sa tchatche très rapide et son look atypique de beau gosse italien, loin des stéréotypes Reggae / Ragga.
Au début des années 1980, il est d'abord séduit par le break dance, tous les dimanches après-midi au Bataclan et au Globo, il danse avec les Razorbacks.
En 1987, il fait ses premières improvisations en direct sur Radio Nova pour l'émission de Dee Nasty le Deenastyle. 
En juin 1988, il commence son service militaire à Trèves en Allemagne au régiment du 1er RCS où il occupe son temps libre en tchatchant pour les appelés.
À partir de 1990, il fait équipe avec DJ Nasser.
En 1992, il rencontre Lone, un autre adepte du rap-ragga, ce qui donnera le morceau Rub a dub style puis une maquette de quatre titres (Paye tes dettes / Mash up / Rub a dub style / No statick). Leur association donne naissance en 1995 au premier album On s'la donne, signé sous le nom de Rico, qui inaugure le nouveau label de Polydor : PolyVibes, sous la direction artistique de Plume. Le premier single Rub a dub style sera le premier hit Ragga en France, après déjà plusieurs tubes Rap ; en face B Mash up. Il participe à l'édition 1995 du festival des Transmusicales de Rennes et part en tournée française en 1996. Courant 1996 sort le second single et succès On s'la donne sur la base de Requiem pour un con de Serge Gainsbourg ; en face B Le Vétéran, puis en 1997 l'inédit Bientôt les Vacances ; face B : Rub a dub style et No Statik.
Il sort l'album RicoThentik en 2000 sous le nom de Pupa Rico, toujours chez Polydor / Universal. Il apparait sur la compilation promotionnelle d'Universal Music : Surfin' The Buzz en compagnie de 18 autres artistes du label.
En 2002, il sort le single inédit Hi Hi Hey sous le label Black Station.

## Discographie
- 1995, Rico : On S'la Donne, (P) Polydor / Polyvibes (C) Polydor
  - Paye tes dettes 4 min 01 s
  - Mash up 4 min 05 s
  - On s'la donne 4 min 04 s, contient un sample de Serge Gainsbourg : Requiem pour un con
  - La meca 5 min 00 s, scratch de DJ Nasser
  - Baby love 4 min 08 s, scratch de DJ Nasser
  - Rub a dub style 4 min 08 s, contient un sample de The Wailers : Put it on
  - De la nouvelle époque 3 min 24 s, scratch de DJ Nasser
  - Pas au courant 3 min 16 s, contient un sample d' Jimmy Castor : It's just begun
  - Le vétéran 4 min 03 s, scratch de DJ Nasser
  - No statick 3 min 43 s, contient un sample d' Eastern Rebellion : My mind gone now

- 2000, Pupa Rico : RicoThentik, (P) Polydor (C) Polydor / Universal
  - Intro
  - Comment allez-vous ?
  - Le sicilien
  - B ou n idem
  - Dj du ghetto
  - Ragga reggae
  - Cette fille je l'aime
  - Interlude dj rtb
  - Dj allow fame
  - Te décourage pas
  - Mashitup
  - Legalisez-la
  - Ouvert la voie (avec mwd)
  - Trop presse (avec saxo)
  - Outro